# Конфуцій
Конфу́цій (лат. Confucius, кит. 孔夫子, пін. Kǒng Fūzǐ – Кун-фуцзи, буквально  «майстер Кун»; або зазвичай кит. 孔子, пін. Kǒngzǐ – Кун-цзи; прибл. 551 – прибл. 479 до н. е.) — китайський філософ і політичний діяч періоду Чуньцю, що традиційно вважається зразком китайських мудреців. Вчення та філософія Конфуція лежать в основі культури та суспільства Східної Азії, залишаючись впливовими у всьому Китаї та Східній Азії до сьогодні.
Конфуцій вважав себе виразником цінностей попередніх епох, яких, на його думку, відмовилися тогочас. Його філософське вчення, зване конфуціанством, підкреслювало особисту та державну мораль, правильність соціальних відносин, справедливість, доброту та щирість. Його послідовники конкурували з багатьма іншими школами в епоху ста шкіл думки, але були придушені на користь легістів під час правління династії Цінь. Після падіння Цінь та перемоги Хань над Чу думки Конфуція здобули офіційну санкцію нового уряду. За часів династій Тан і Сун конфуціанство розвинулося в систему, відому як неоконфуціанство, а пізніше як нове конфуціанство. Конфуціанство було частиною китайської соціальної структури та способу життя; для конфуціанців повсякденне життя було сферою релігії.
Конфуцію традиційно приписують авторство чи редагування багатьох китайських класичних текстів, зокрема всі П'ять канонів , проте сучасні вчені обережно ставляться до приписування конкретних тверджень самому Конфуцію. Афоризми, що стосуються його вчення, були зібрані в «Лунь юй», але через багато років після його смерті.
Принципи Конфуція перегукуються з китайськими традиціями та віруваннями. Із синівською шанобливістю він обстоював вірність сильної сім'ї, шанування предків, повагу старших до дітей і чоловіків до дружин, рекомендуючи сім'ю як основу ідеального правління. Він обстоював відомий принцип: «Чого не бажаєш собі, того не роби іншим» — золоте правило моралі.

## Проблематика в історичній реконструкції

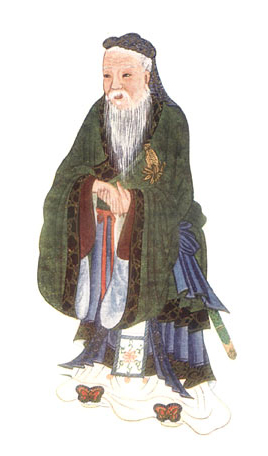
Конфуцій: ілюстрація на першій сторінці книги «Міфи і легенди Китаю»

Популярність Конфуція, що зростала та поширювалася протягом двох з половиною тисячоліть, стала причиною виникнення багатьох легенд, які слід відрізняти від фактів його життя. Першу біографію Конфуція (разом із понад 100 інших біографічних описів) склав Сима Цянь («Ши цзі», гл.47 孔子世家), який жив близько 500 років пізніше за Конфуція. Ця біографія поєднує факти що збереглися у попередніх текстах (наприклад, «Мен-цзи», «Чжуан-цзи») та намагається уникнути суперечностей, які вже тоді спостерігалися. Оскільки за часів Сима Цяня конфуціанство вже отримало статус державної ортодоксії, біографія очікувано уміщує прикраси та перебільшення. До того ж, ймовірно що у виведенні ідеалізованого образу Конфуція Сима Цянь переслідував особистий інтерес, оскільки його «Історичні записи» багаторазово натякають на те, що автор сприймає себе як невизнанного «другого Конфуція».
Більш достовірними джерелами є «Цзо чжуань» (коментар до хроніки Чуньцю, яка була складена на батьківщині Конфуція) та «Лунь юй» (записи розмов та доповіді про поведінку філософа, що залишили його учні). Складність вживання цих джерел у тому, що обидва — продукти поступового формування, що відбувалося протягом близько трьох століть після смерті засновника вчення. Кілька інших джерел щодо життя Конфуція були складені ще пізніше та носять агіографічні риси.
Маючи на увазі біографію від Сима Цяня та версію «Аналектів», утворені у Західній Хань, Нилан та Вілсон зауважують: «Щодо сутністі життя та вчення Конфуція у 100 році до н. е. сперечалися так само гаряче, як і тепер». Відомий китайський історик першої половини 20 ст. Ґу Цзєґан визначив, що кожна ера китайської історії мала «власного» Конфуція, і навіть декілька різноманітних «Конфуціїв» одночасно.

## Біографія

### Генеалогія
Найдавніший запис про походження Конфуція міститься у «Цзо чжуань» (7-й рік Чжао-ґуна 昭公七年, 535 до н. е.): де позначено, що Конфуцій має народитися у сім'ї, давнім предком якої був Фуфу Хе zh:弗父何, аристократ з царства Сун (див. нижче, розділ «Легенди»). Деталізоване викладення генеалогії маємо у збірці «Речення сім'ї Кун» (Кунцзи цзяюй zh:孔子家語), яка, імовірно, містить ранні матеріали, але продовжувала редагуватися у період Хань та пізніше.
У 2003 році Роберт Ено висунув гіпотезу про можливе «варварське» походження Конфуція, а саме про зв'язок його родини із царством Чжу (або Чжулоу 邾婁), яке належало «східним варварам» ї 夷 та за часів Чуньцю увійшло до складу князівства Лу.

### Хронологічний нарис
Згідно з Симом Цянем, Конфуцій народився у Цзоу 陬 (сучасний Цюйфу), в окрузі Чанпін 昌平 царства Лу. Датою народження вважають 21 серпня 551 до н. е.. Джерела цієї дати — «Ґулян чжуань» та «Ґун'ян чжуань»: обидва надають день ґенцзи 庚子, але вказівка на відповідний місяць (одинадцятий, за місячним календарем) міститься лише у другому. Згідно з астрономічними дослідженнями, ця вказівка є помилковою. Ймовірно, рік народження Конфуція був обраний задля отримання нумерологічно визначної цифри років життя майстра — 72, а народження сталося у 8-у місяці. Докладніше див. День народження Конфуція.
Батьком Конфуція був Шулян Хе 叔梁紇, мужній воїн, який (згідно з «Кунцзи цзяюй») мав 9 дочок від першої дружини і сина-каліку (zh:孟皮) від другої. Оскільки ніхто з них не міг складати жертвопринесення предкам, вже в похилому віці Шулян Хе пішов від своєї дружини і попросив дозволу одружитися з однією з трьох дочок сім'ї Янь. Молодша з них, Янь Чженцзай (zh:顏徵在), у віці 17(?) років народила дитину від Хе.
Коли хлопчику виповнилось три роки, його батько помер («Речення сім'ї Кун», глава 39), приблизно у віці 46 років. Мати Конфуція померла у його юнацтві. Як визначає Роберт Ено, відомі джерела не носять будь-яких вказівок на участь сім'ї батька у житті дитини. За ствердженням Сима Цяня, мати приховувала від Конфуція місце поховання батька і через це, бажаючи поховати матір біля нього, той був змушений зробити їй тимчасову могилу біля перехрестя доріг Вуфу 五父. Про могилу батька Конфуцій дізнався від жінки-родича з материнського боку. Поховання знаходилося біля гори Фан zh:防山镇.

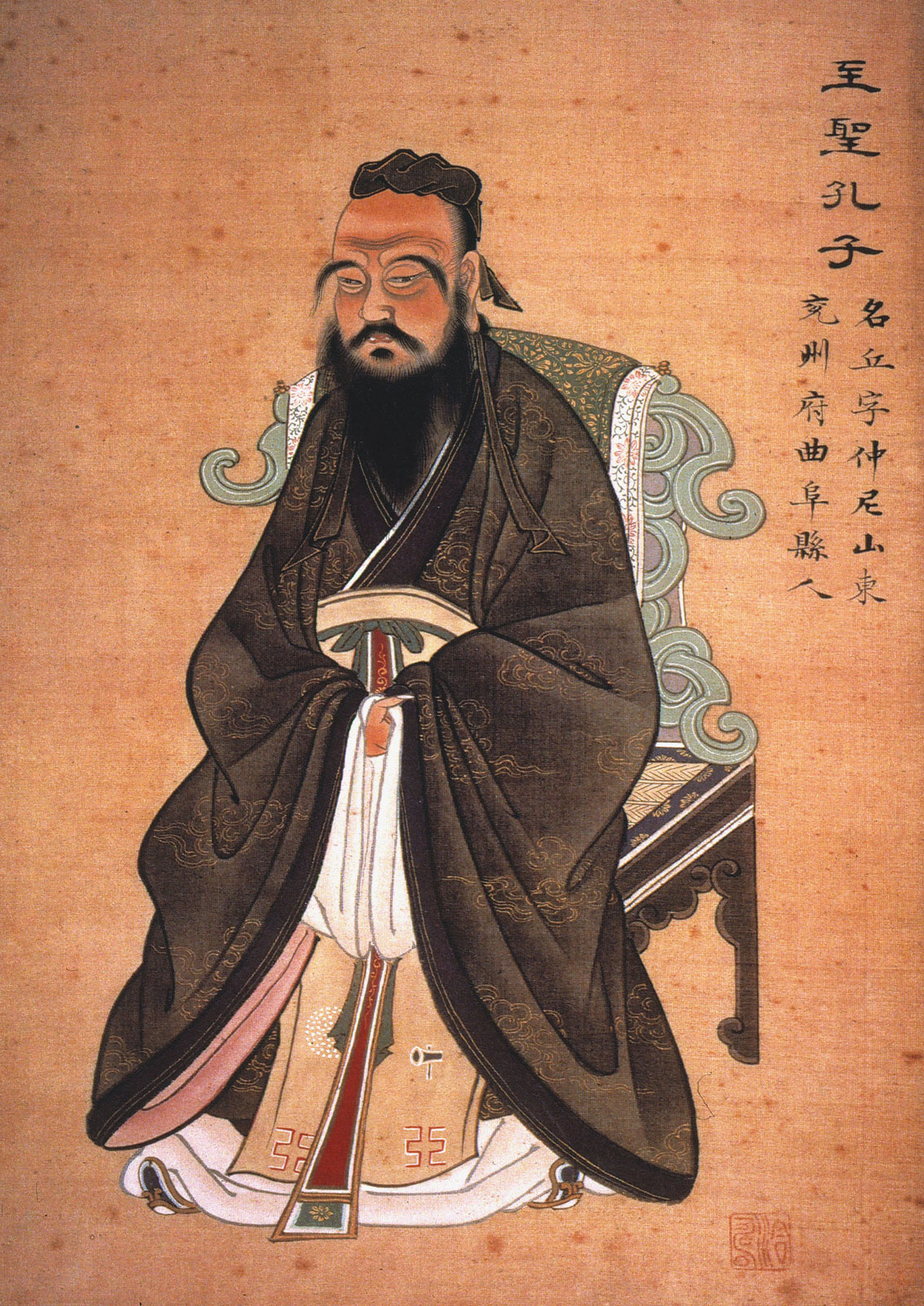
Конфуцій. Портрет невідомого автора дин. Цін (1770?)

Через бідність у віці сімнадцяти років Конфуцій змушений був обійняти другорядну посаду в державній адміністрації — хранителя складів і наглядача пасовищ сімейства Цзі — однієї з трьох найвпливовіших аристократичних родин царства Лу.
У 19 років Конфуцій одружився з жінкою з сім'ї Ціґуань (див. zh:亓官姓 та пояснення нижче). Подружжя мало двох дітей, сина Лі (zh:孔鲤) та доньку.
Продовжуючи кар'єру, Конфуцій дістався поста сикоу 司寇 (міністр покарань). У 567 він супроводжував володаря Лу, Дін-ґуна 定公, на мирні переговори із царством Ці 齊. Релевантні події були зафіксовані у літописі Чуньцю («Дін-ґун», 10-й рік).
У 497 з певних причин (див. розділ Легенди — ще не написан) Конфуцій облишив державну службу та провів наступні 14 років у мандрах. Згідно з Симом Цянем, він відвідав 7 країн; згідно з Чжуан-цзи — 4: Вей 衞/卫, Сун 宋, Чень 陈/陳 та Цай 蔡. «Аналекти» також згадують його перебування у Ці (імовірно 505 до н. е.) та Ше (район царства Чу).
Повернення до Лу відбулося у 484 до н. е. Умови для повернення майстера були приготовлені його учнями, Жань Цю та Цзи Ґуном, які на той час набули військову (перший) та дипломатичну (другий) славу. Але Конфуцій не повернувся до державної діяльності, а зосередився на викладанні.
Розмірковуючи у похилому віці про пройдений шлях, Учитель сказав:
| У п'ятнадцять років я зосередив свої помисли на навчанні. В тридцять я здобув самостійність. У сорок я звільнився від сумнівів. У п'ятдесят років я пізнав Волю Неба. У шістдесят я навчився відрізняти правду від неправди. У сімдесят років я став слідувати бажанням свого серця й не порушував ритуалу. |
У 483 до н. е. (на 50-у році власного життя) помер його син, а незабаром — також улюблені учні, Янь Хуей та Цзи Лу.
Згідно «Цзо чжуань», Конфуцій помер у 4 місяці 16-го року правління луського Ай-ґуна (479 до н. е.), у день цзічоу 己丑. Та ж сама дата наводиться у Сима Цяня. Згідно з традиціями Ґун'ян та Ґулян, рік його смерті — 481.

### Державна та суспільна діяльність
На службі у правителя царства Лу Конфуцій залишався всього чотири роки (501—497 до н. е.), послідовно піднімаючись службовими східцями. Займав посаду помічника начальника управління громадських робіт. У віці 52 років він обійняв посаду сикоу (міністр юстиції). Відомо, що на цій посаді він стратив популярного у Лу промовця та лідера на ім'я Шаочжен Мао.
«Аналекти» 17:13 зафіксували жорстоку оцінку Конфуція щодо «поважних людей» сянюань 鄉原 — носіїв моральних стандартів свого часу. Згідно з «Мен-цзи», цей вираз характеризує тих, хто спираються на приклади людей давнини та не достатньо активні у вирішенні проблем сучасності.
Узагальнюючи діяльність Конфуція, Сима Цянь відзначає, що той звертався до більш ніж 70 правителів, але так і не зміг повністю втілити своє вчення на практиці.

### Викладацька діяльність
Детальніші відомості з цієї теми ви можете знайти в статті Учні Конфуція.

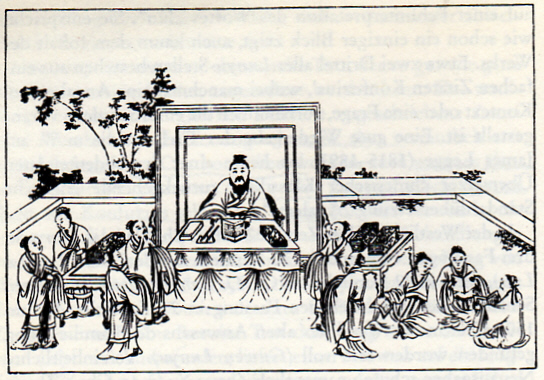
Конфуцій та учні (гравюра дин. Мін)

«Аналекти» згадують близько 20 учнів Конфуція, між якими у найраніших главах не спостерігається взаємодії на кшталт відносин у «школі».
Класичне ствердження про «70 учнів» уперше згадано у трактаті «Мен-цзи» (3 ст. до н. е.). «Чжуан-цзи» (14:7), близько тієї ж самої дати, згадує кількість правителів, до яких звертався Конфуцій у своєму вченні: 72 (дублюючи кількість учнів у деяких пізніших джерелах)

### Дружина, діти та нащадки Конфуція
Згідно з «Кунцзи цзяюй», син Конфуція народився, коли батькові було 20 років. Текст стверджує, що дитину назвали Лі (鯉, «короп», прізвисько Боюй 伯鱼) через те, що луський правитель подарував Конфуцієві коропа на день народження сина. Спостерігаючи суворість у поведінці вчителя стосовно власного сина (16 季氏:13), один з учнів відзначив, що «шляхетний батько тримає дитину на відстані».
«Аналекти» 5:1 вказують, що Конфуцій видав свою доньку за людину, яка була засуджена без провини (zh:公冶长).
Відомості про дружину Конфуція майже відсутні у класичних джерелах. Існує розбіжність навіть щодо написання її прізвища: «Кунцзи цзяюй» наводить Шанґуань 上官氏, енциклопедія «Тундянь» 通典 (8 ст., див. Tongdian) надає варіант Цзяньґуань 幵官氏, а Сима Цянь загалом його не згадує.
«Лі цзі» наводить згадку про «матір сина Конфуція» (без імені), через смерть якої Кун Лі плаче. Дізнавшись про це, Конфуцій засуджує сина за надмірність почуттів.
Єдиним онуком Конфуція вважають Цзи Си 子思 (близько 481—402 до н. е., див. Zisi), який був сином Куна Лі. Генеалогія нащадків Конфуція від Лі та Цзи Си прослідковується дотепер (zh:孔子世家总世系图 (中兴祖前)). Так, його нащадок у 79 поколінні, Кун Чуйчан (Kung Tsui-chang, нар. 1975), є радником президента Тайваня.

## Легенди

### Генеалогія та політична вага

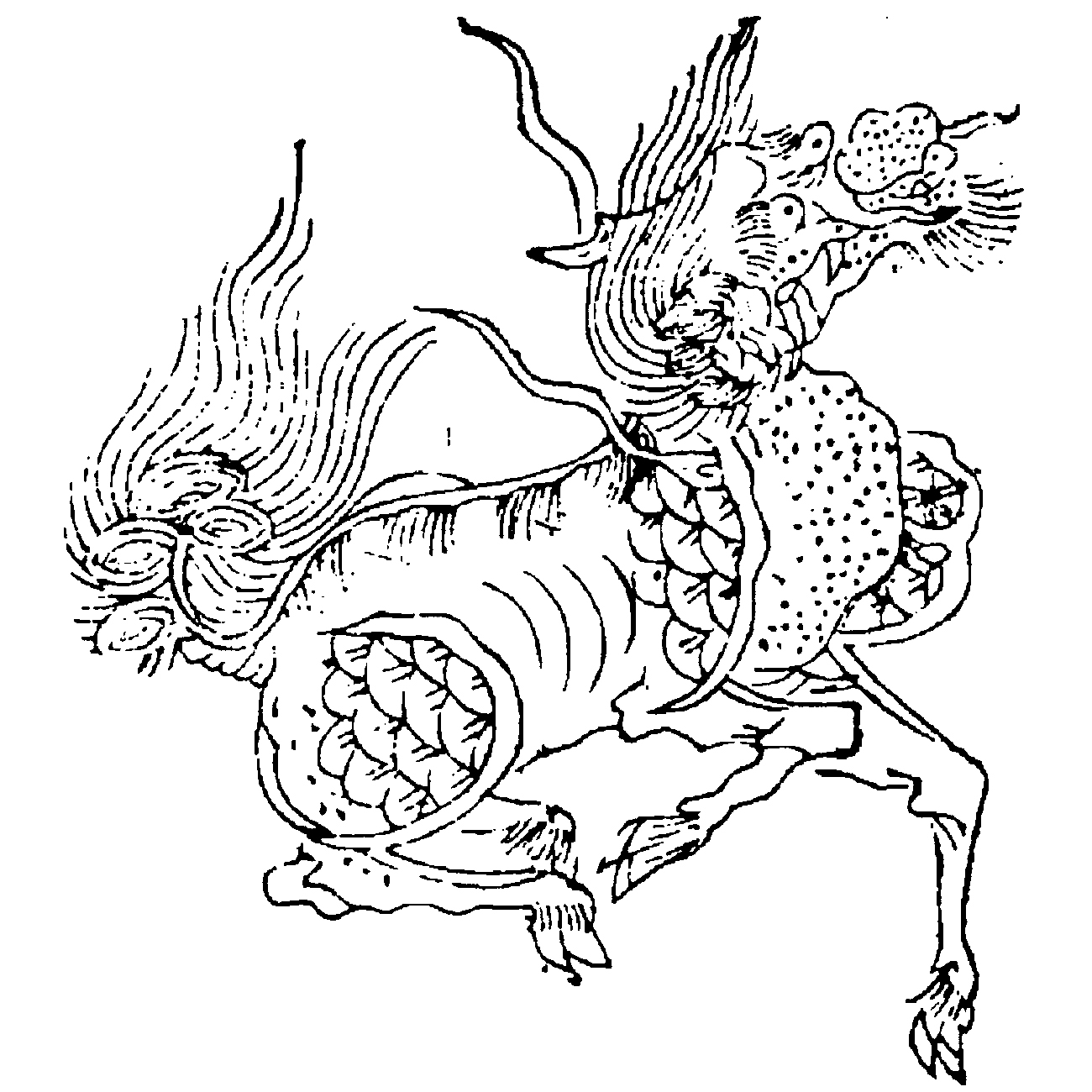
Цілінь у енциклопедії дин. Мін Sancai Tuhui 三才圖會, 1609.

Джерела ранньоімперського періоду вказують на близькість Конфуція до царського дому династії Шан. Згідно з біографією у Сима Цяня, майстер особисто нагадав про це у своїй передсмертній промові. Нащадки Шан за часів Чжоу продовжували панувати у державі Сун 宋, визнаючи підкорення Чжоу. Ймовірність генеалогічного відношення родини Конфуція до Сун було вперше поставлено під сумнів Цуєм Шу 崔述 (1740—1816). Можливо, цю генеалогію було утворено ретроспективно, із метою вивести Конфуція легітимним претендентом на місце володаря держави Сун та усієї Піднебесної. Ствердження стосовно ранньої зацікавленості Конфуція ритуалами і церемоніями можуть розглядатися як частина того ж самого припущення, тобто як натяк на аристократичне виховання дитини.
Утворення міфічної генеалогії відповідає уявленням конфуціанців про те, що Конфуцій був гідний очолити нову імперію, побудовану на засадах його вчення. Через це стосовно Конфуція також розповсюджується епітет «некоронований цар» (су ван 素王). Уперше цю ідею було висловлено Мен-цзи у 4 ст. до н. е.: Конфуцій, згідно з його ствердженням, був «справжнім досконаломудрим», які з'являються раз у 500 років для того, щоб привести Піднебесну до стану гармонії.
Поява єдинорога-ціліня наприкінці літопису «Чуньцю» (див. розділ «Еволюція образу» нижче) була інтерпретована як небесний знак того, що Конфуцій гідний стати царем.

### Народження, ім'я та зовнішність

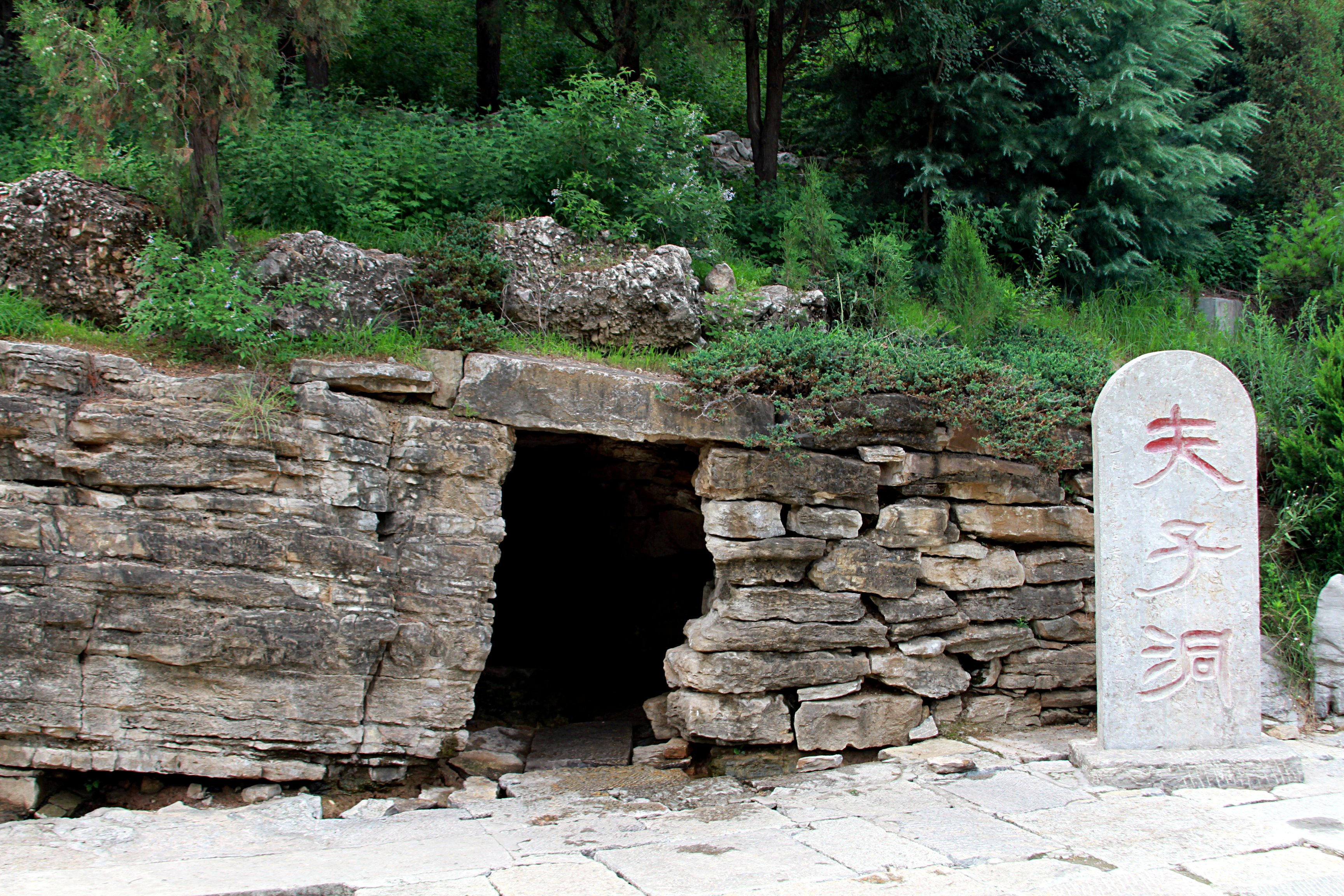
Печера Конфуція на пагорбі Ні

За свідченням Сима Цяня, батьки Конфуція молилися перед народженням дитини на пагорбі Ні 尼 (Mount Ni). На цьому місці навіть показують печеру, у якій немовля-Конфуція було нібито облишено через його виродливість. Сима Цянь вказує, що тім'я немовляти мало особливу рельєфну рису, юйдін 圩頂. Коментатори та перекладачі сперечаються щодо значення цієї вказівки: її характеризують як «впуклість», «западину» чи «западину із впуклим краєм».
Так чи інакше, дитина отримала ім'я Цю (丘 — «пагорб») та ввічливе прізвисько Чжунні 仲尼.
Сима Цянь надає опис зовнішності Конфуція через переказ промови мешканців царства Чжен, які спостерігають майстра у дорослому віці: «чоло Яо, шия Ґао Яо (міністра Шуня), плечі Цзи Чаня (відомого міністра у царстві Чжен), лише на три цуня коротший за Юя Великого у нижчій половині тіла». Так само, автор вказує, що Конфуцій мав 9 чи та 3 цуня зросту; наведена поруч власна промова Конфуція відзначає, що цей зріст — близький до найбільшого, який можливий серед людей. За Сима Цянєм, Конфуцій визначив, що зріст карликів — 3 чи, а найбільший можливий зріст людини — 10 чи.

### Державна діяльність та причини початку мандрів

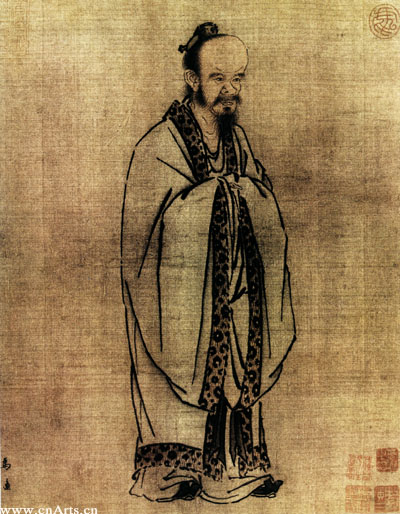
Ма Юань (1160—1225, Півд. Сун): портрет Конфуція.

Діяльність Конфуція-чиновника розглядається як невід'ємна частина самого вчення, адже особистий приклад відіграє в його вченні вирішальну роль. Судження мають підкріплятися справами, тим більше коли мова йде про самого Вчителя. Дані про діяльність Конфуція на посаді управителя повітом Чжунду вкрай лаконічні:
| Минув рік, відколи Дин-гун призначив Кун-цзи управителем Чжунду, і з чотирьох сторін усі стали його наслідувати. |
Його методи були настільки ефективними, що через три місяці він реорганізував адміністрацію. Доповідають, що діяльність Конфуція на посаді сикоу спричинила такий моральний вплив, що «чоловіки та жінки столиці ходили по різні сторони вулиць».
Через інтриги правителів сусіднього царства Ци, які боялися посилення царства Лу, порушено ритуал жертвоприношення в храмі Землі й Неба, протестуючи Конфуцій був змушений покинути свою посаду та царство Лу.

### Розвиток політичної думки
Конфуцій вважав, що найвищої ефективності управління державою можна досягти лише на принципах патріархально-кланової форми підпорядкування — по старшинству в родині. Згідно з його вченням, держава — це одна велика родина, де влада імператора — влада батька, а відносини правителів і підданих — родинні відносини. Він пропонує будувати відносини у середині держави на засадах принципів доброчинності, які відповідають нормам та ритуалам («Лі»). Конфуціанська модель державного устрою могла функціонувати тільки в умовах існування ідеального в морально-етичному плані державного апарату. Всі проблеми в суспільному житті Конфуцій пояснював недосконалістю суспільної моралі і вважав, що від моральності правлячих залежить моральність підданих.

## Зустріч із Лао-цзи

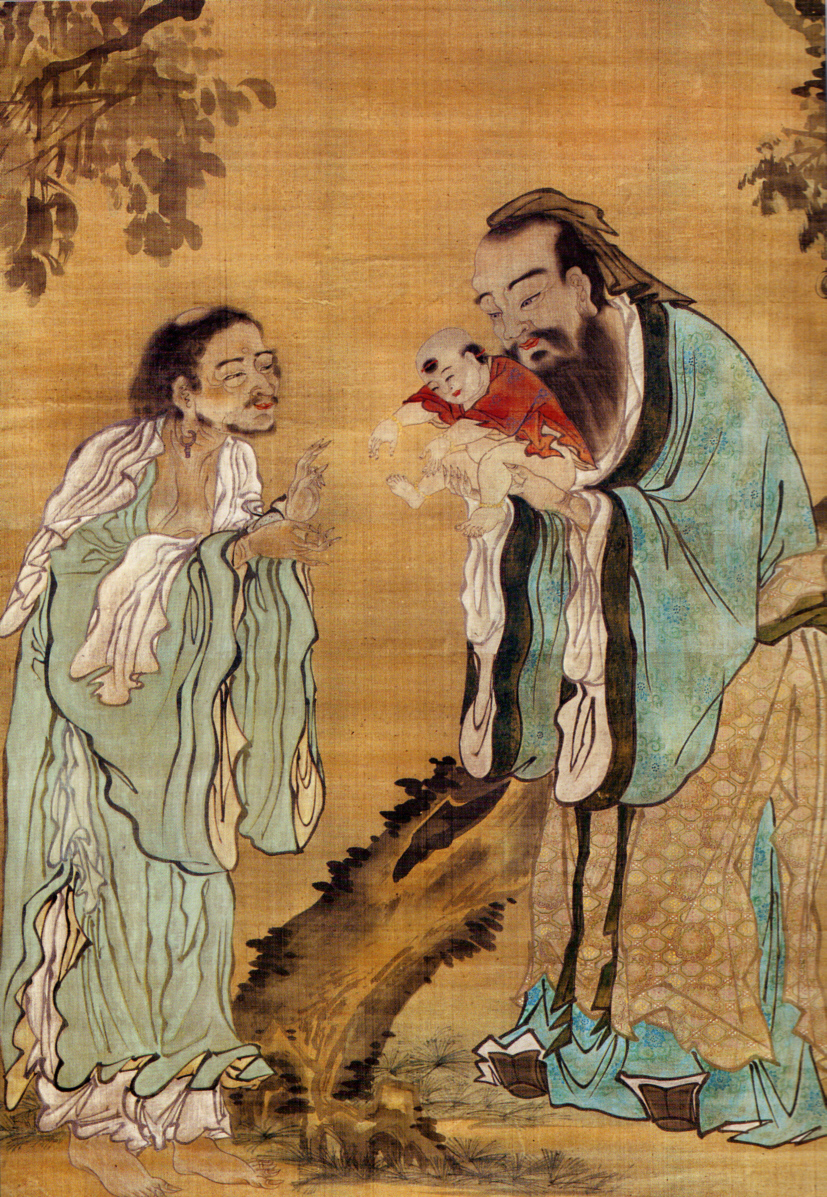
Конфуцій надає Лао-цзи немовля-Ґаутаму (дин. Мін)

Вшановуючи Лао-цзи як вчителя, він відвідав його в Лої, духовній столиці Китаю того періоду, і поставив питання про сутність ритуалу. Попрощавшись з Лао-цзи, Конфуцій сказав своїм учням:
| Я знаю, що птах літає, звір бігає, риба плаває. Того, хто бігає, можна упіймати в тенети, того, що плаває, у невід, того, хто літає — збити стрілою. Що ж до дракона, то я ще не знаю, як його можна впіймати! Сьогодні я зустрівся з Лао-цзи, і він нагадав мені дракона. |

## Поховання, вшанування, пам'ять

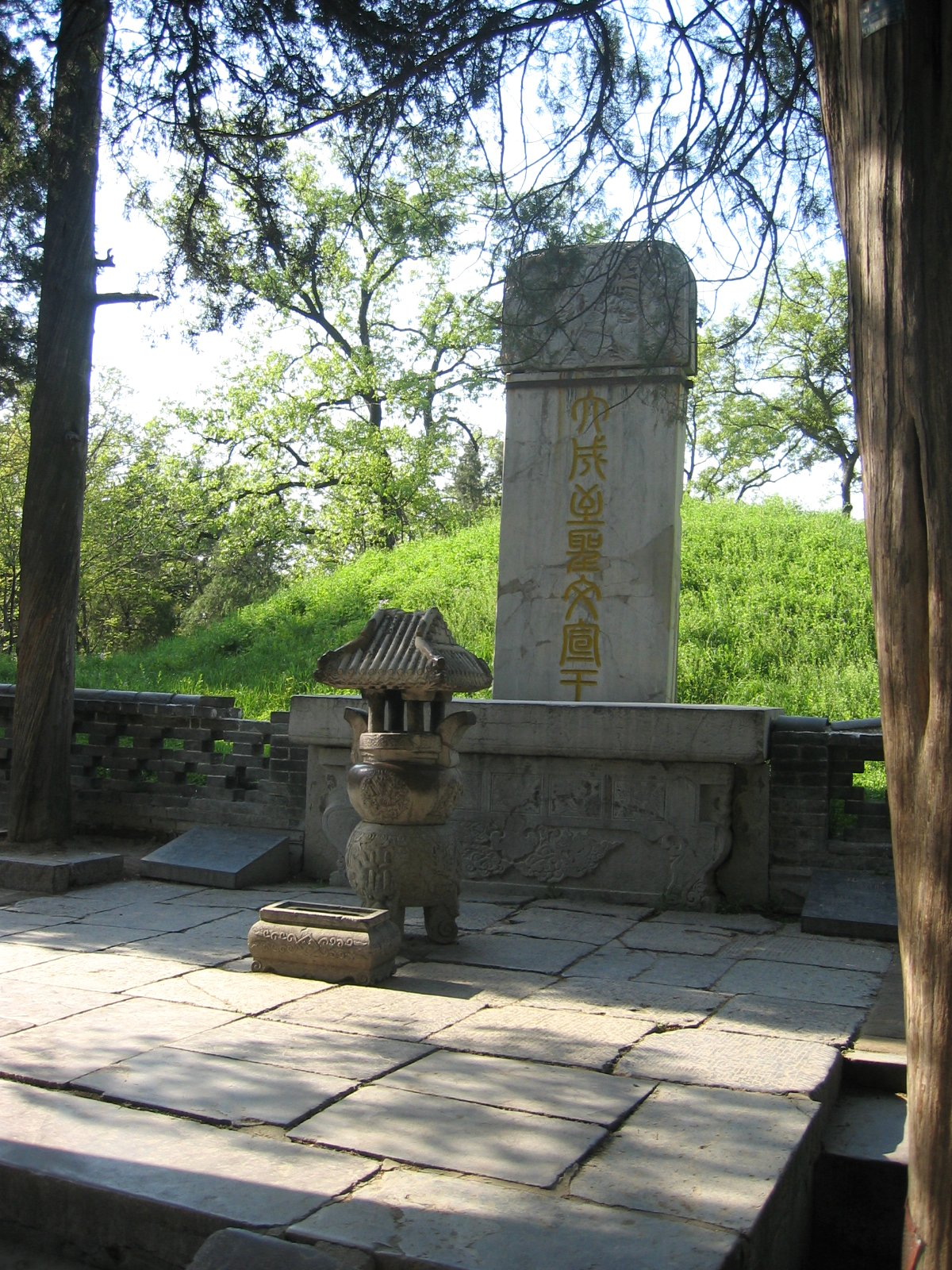
Могила Конфуція у Цюйфу

Учителя поховали на березі ріки Сишуй, в тому місці, яке він сам обрав незадовго до смерті. Могила Конфуція стала місцем паломництва. У будинку, що належав Конфуцієві, через два роки після смерті було засновано храм Конфуція.
| Наступні покоління спорудили храм Учителя, де був зібраний його одяг, головні убори, музичні інструменти, бричка, книги Кун-цзи. |
Під час Культурної революції (XX століття) могилу Конфуція осквернили, але храм залишився недоторканим.
Через 300 років після смерті філософа його систему поглядів прийнято як доктрину китайської державності. Зрештою особа Конфуція перетворилася на головний символ китайської освітньої системи. Із розповсюдженням конфуціанства у країнах Східної Азії слава Конфуція поширювалася. Див, наприклад, Храм Конфуція у Наґасакі.

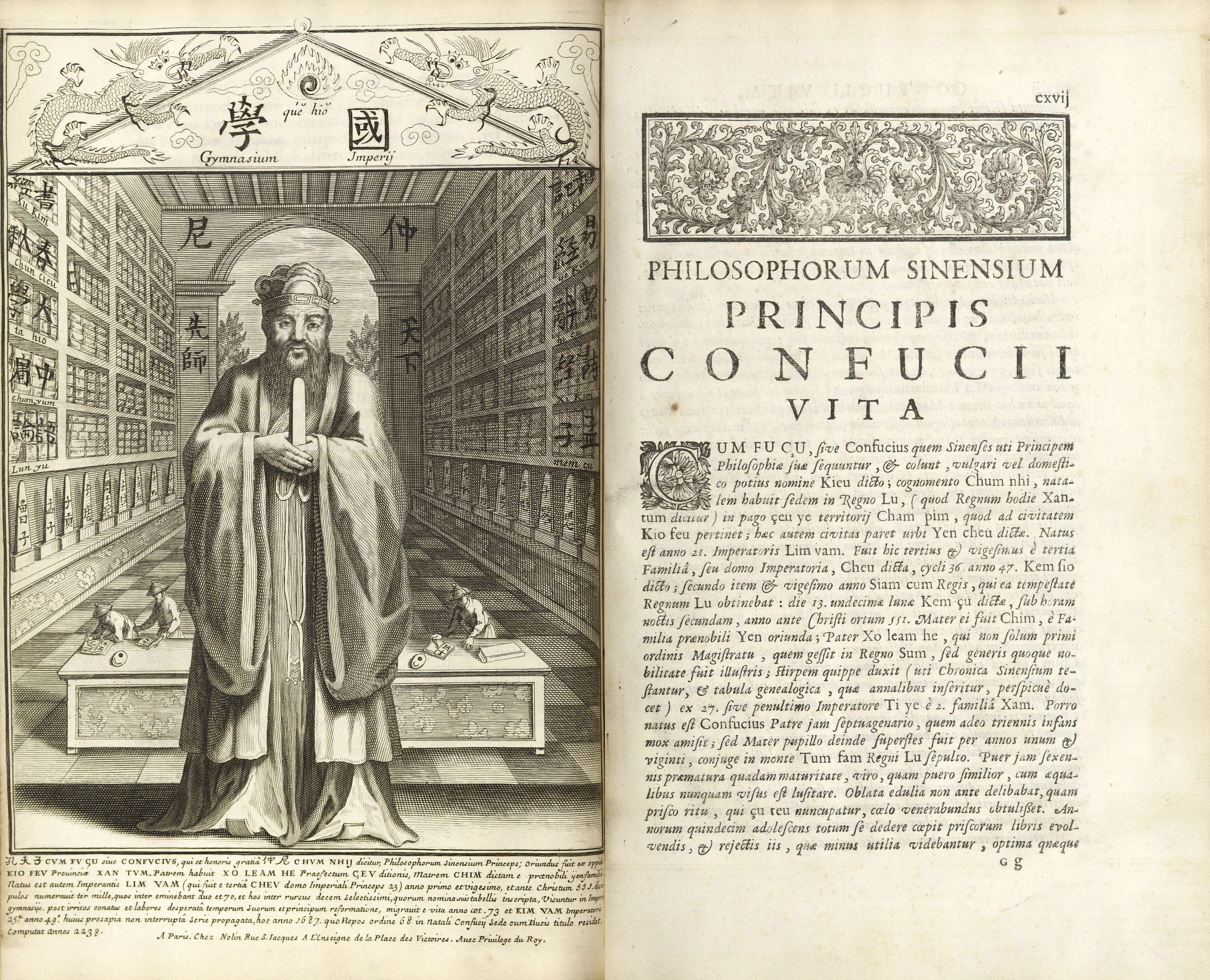
Зображення Конфуція у Confucius Sinarum Philosophus (Париж, 1687)

Європейці познайомилися з філософією Конфуція завдяки Маттео Річчі, перу якого також належить європейське ім'я мислителя.
На честь Конфуція було названо астероід 7853, відкритий у 1973 році, а також вид вимерлих птахів (Конфуціусорніс), відкритий у 1993 році. Назва Інституту Конфуція (засновано 2004 року), який ставить за мету популяризацію китайської мови та культури у світі, стала даниною Конфуцієві у 21 столітті.
З нагоди 2 560-го дня народження Конфуція та 60-річчя заснування КНР у 2009 році було розпочато створення однойменного фільму із Чоу Юньфатом (нар. 1955) у головній ролі. Картина вийшла у прокат наступного року.

## Історична еволюція образу
Інтерпретація ролі Конфуція була пов'язана із його сприйманням як засновника текстуальної традиції: редактора п'ятьох класичних книг, які було взято за основу у конфуціанстві.
Широкого вжитку протягом Хань набула герменевтична практика пошуку «великого змісту у малих висловлюваннях [Конфуція]» (微言大義). Це перед усім стосувалося інтерпретації тексту «Чуньцю», кожна підробиця якого, на думку адептів, висловлювала етичні погляди та судження майстра. На стосунок Конфуція до утворення «Чуньцю» вперше вказує «Мен-цзи» у 4 ст. до н. е. У той самий час, найраніші твердження про участь Конфуція в редакції інших з «П'ятьох класичних книг» з'являються лише після 100 р. до н. е.
За часів Хань Конфуцієві приписувалися надприродні якості та вчинки. Згідно з Фенем Юланем (1895—1990), якби подібне відношення зберіглося в наступні часи, Конфуцій набув би постать подібну до Ісуса Христа, а конфуціанство перетворилося б на релігію у повному значенні цього слова.

### Класичні джерела

#### Доімперський період
- Цзо чжуань
- Лунь юй
- Чжуан-цзи
- Мен-цзи

#### Династія Хань
(Бібліографія згідно «Confucius and the Analects in the Han» by Mark Csikszentmihalyi. Прохання позначувати додання референсами на сучасні джерела)
- Лю Сян (79-8 до н. е.), New Preface and Garden of Sayings
- Кунцзи саньчао цзі 孔子三朝记
- Ван Су (195—256), «Кунцзи цзяюй»
- «Лі цзі»
- «Да Дай ліцзі»
- Ян Сюн, «Фа янь»
- Тексти Мавандуй (《二三子問》)

### Сучасні джерела
- E. Bruce Brooks 白牧之, A. Taeko Brooks 白妙子. The Original Analects: Sayings of Confucius and His Successors, a New Translation and Commentary. Columbia University Press, New York, 1997. (англ.)
- E. Bruce Brooks, «The Life and Mentorship of Confucius». Sino-Platonic Papers 72 (May 1996). (англ.)
- Chin, Annping. Confucius: a Life of Thought and Politics. Yale University Press, 2008. ISBN 987-0-300-15118-3 (pbk) (англ.)
- Eno, Robert. «The Background of the Kong Family of Lu and the Origins of Ruism.» Early China 28 (2003): 1–41. [Архівовано 17 травня 2014 у Wayback Machine.] (останній перегляд 17.05.2014) (англ.)
- Gu Jiegang 顧頡剛, «Chunqiu shidai de Kongzi he Handai de Kongzi» 春秋詩代的孔子和漢代的孔子, in Gushibian 古史辨 (Shanghai, 1930), vol. 2.
- Nylan, Michael and Wilson, Thomas. Lives of Confucius: Civilization's Greatest Sage Through the Ages. New York: Doubleday, 2010. (англ.)